# Bob's Burgers
Bob's Burgers é uma série de desenho animado criada por Loren Bouchard para a Fox Broadcasting Company. Sua estreia ocorreu em um domingo, 9 de janeiro de 2011. O seriado se concentra na família Belcher, que administra um restaurante especializado em venda de hambúrgueres. Atualmente, Bob's Burgers está em sua décima segunda temporada e faz parte do bloco de animações do domingo à noite da FOX.

## A série
Loren Bouchard, disse que Bob's Burgers surgiu devido ao foco de animação da Fox ser marcada principalmente na família, mas ele também quis se interessar em comédia de trabalho. Dizem que o seriado veio para preencher o vazio da série cancelada King of the Hill, no qual Jim Dauterive, produtor executivo de Bob's Burgers trabalhou no desenvolvimento.
Bob's Burgers o co-criador Jason 'Jay' Howell também é o designer de personagem da série Sanjay e Craig.

## Brasil
No Brasil, a série estreou em 6 de agosto de 2011 no canal FX , foi transmitida sua primeira temporada integralmente em um breve período, sendo retirada posteriormente de sua programação. Atualmente é exibida no bloco "Não Perturbe", à meia-noite, no mesmo canal, com os episódios inéditos da segunda temporada todas as segundas-feiras.

## Portugal
Em Portugal, a série estreou no canal FX em 7 de Março de 2012, foram transmitidos os primeiros 17 episódios da 1ª temporada. Atualmente, está a ser exibida a 4ª e a 5ª temporada no mesmo canal. Em 18 de novembro de 2015, a série passou a transmitir na FOX Comedy. Em 29 de janeiro de 2018 estreou na RTP2.

## Elenco

### Personagens principais
- Bob Belcher (H. Jon Benjamin), é o marido de Linda, e pai da Tina, Gene, e Louise. Ele é o proprietário de um restaurante de hambúrgueres, do qual gosta (quase) mais do que de todo o resto.
  - Idade: 44
  - Altura: 183 cm (6 ft. 0 in.)
- Linda Belcher (John Roberts), mulher de Bob e a mãe de Tina, Gene, e Louise. Ela fica ao lado de Bob nos bons e maus momentos e está sempre tentando experimentar coisas novas.
  - Idade: 44
  - Altura: 178 cm (5 ft. 10 in.)
- Tina Belcher (Dan Mintz), é a filha mais velha e a mais boba da família Belcher. Ela geralmente fala com voz monótona, trabalha meio período no restaurante e é muitas vezes a voz da razão entre os filhos Belcher. Ela está tentando se entender com sua entrada na idade adulta, e alega ter um relacionamento complicado com zumbis.
  - Idade: 13
  - Altura: 163 cm (5 ft. 4 in.)
- Gene Belcher (Eugene Mirman), o único filho. Ele é muito entusiasmado com quase tudo e gosta de tocar teclado. Ele frequentemente promove o restaurante usando um traje de hambúrguer e sonha um dia ser um músico famoso.
  - Idade: 11
  - Altura: 142 cm (4 ft. 8 in.)
- Louise Belcher (Kristen Schaal), a mais jovem Belcher. Ela gosta de fazer brincadeiras com pessoas que acredita serem estúpidas, além de prejudicar as pessoas se há dinheiro no meio. É manipuladora e tem um sentido de humor negro e sarcástico. Usa uma touca com orelhas de coelho cor de rosa.\
  - Idade: 9
  - Altura: 137 cm (4 ft. 6 in.)